# Sergio Silva
Sérgio Manuel Rodrigues Silva (* 3. April 1983) ist ein ehemaliger portugiesischer Duathlet.

## Werdegang
2003 wurde Sérgio Silva in Italien U23-Duathlon-Europameister und 2006 in Kanada auch U23-Duathlon-Weltmeister.

### Dopingsperre 2011
Im September 2011 gewann Sérgio Silva die Duathlon-Weltmeisterschaft im spanischen Gijón – er wurde aber nach dem Rennen wegen Dopings disqualifiziert, der Weltmeistertitel wurde aberkannt und Silva für sechs Monate gesperrt. Da es sich um einen Erstverstoß handelte und Sérgio Silva glaubhaft nachweisen konnte, den verbotenen Stoff unwissentlich mit Nahrungsergänzungsmitteln zu sich genommen zu haben, wurde die sonst übliche zweijährige Sperre auf sechs Monate reduziert.

### Europameister Sprint-Duathlon 2014
Im April 2014 wurde er Europameister Sprint-Duathlon – neben der Deutschen Franziska Scheffler bei den Frauen.
Im April 2015 wurde er Dritter bei der Europameisterschaft Sprint-Duathlon.
Er startete für den portugiesischen Verein Garmin Clube Olímpico de Oeiras aus Oeiras (Stand: September 2014). Seit 2015 tritt er nicht mehr international in Erscheinung.

## Sportliche Erfolge
| Datum/Jahr    | Rang | Wettbewerb                                          | Austragungsort    | Zeit     | Bemerkung |
| ------------- | ---- | --------------------------------------------------- | ----------------- | -------- | --- |
| 11. Apr. 2015 | 3    | ETU Powerman Sprint Duathlon European Championships | Horst aan de Maas | 00:54:12 | Europameisterschaft Sprint-Duathlon                                                                                       |
| 13. Apr. 2014 | 1    | ETU Powerman Sprint Duathlon European Championships | Horst aan de Maas | 00:54:30 | Europameister Sprint-Duathlon                                                                                             |
| 27. Juli 2013 | 5    | ITU Duathlon World Championships                    | Cali              | 01:45:55 | Duathlon-Weltmeisterschaft auf der Kurzdistanz                                                                            |
| 14. Apr. 2013 | 1    | POR Duathlon National Championships                 | Torres Vedras     |          | |
| 22. Sep. 2012 | 5    | ITU Duathlon World Championships                    | Nancy             | 01:41:06 | [ 5 ] |
| 24. Sep. 2011 | DSQ  | ITU Duathlon World Championships                    | Gijón             | –        | Der Sieger Sérgio Silva wurde nachträglich disqualifiziert und der Weltmeister-Titel dem Spanier Roger Roca zugesprochen. |
| 5. Sep. 2010  | 5    | ITU Duathlon World Championships                    | Edinburgh         | 01:51:45 | [ 6 ] |
| 26. Sep. 2009 | 4    | ITU Duathlon World Championships                    | Concord           | 1:49:26  | |
| 24. Mai 2008  | 2    | ETU Duathlon European Championships                 | Serres            | 01:45:18 | Duathlon-Vize-Europameister                                                                                               |
| 23. Juli 2006 | 1    | ITU Duathlon World Championship U23                 | Corner Brook      | 01:51:47 | U23-Duathlon-Weltmeister auf der Kurzdistanz                                                                              |
| 25. Okt. 2003 | 1    | ETU Duathlon European Championship U23              | Varallo-Sesia     | 01:56:47 | U23-Duathlon-Europameister                                                                                                |

(DNF – Did Not Finish; DSQ – Disqualifiziert)